# Elektrownia Przemyśl
Elektrownia Przemyśl – polski klub piłkarski z siedzibą w mieście Przemyśl, działający w latach 1928–1939.

## Historia
Chronologia nazw:
- 1928: K.S. [Klub Sportowy] Elektrownia Przemyśl
- 1939: klub rozwiązano

Klub Sportowy Elektrownia został założony w Przemyślu 1 grudnia 1928 roku przez pracowników miejskiego zakładu elektrycznego. W 1929 roku drużyna zadebiutowała w rozgrywkach Klasy C podokręgu Przemyśl Lwowskiego OZPN. W latach 1933 – 1934 oraz od sezonu 1937/38 zespół występował w rozgrywkach podokręgu Przemyśl Klasy B Lwowskiego OZPN. Ale na skutek wybuchu II wojny światowej - we wrześniu 1939 roku działalność klubu została całkowicie zawieszona, a po zakończeniu II wojny światowej już nigdy nie reaktywowana.

## Sukcesy

### Trofea międzynarodowe
Nie uczestniczył w rozgrywkach europejskich (stan na 31-05-2024).

### Trofea krajowe
| \| \| Zdobyte trofea w rozgrywkach Polski (stan na: 31-05-2025) \| |                                                           |      |          |
| Rozgrywki                                                          | Osiągnięcie                                               | Razy | Sezon(y) |
| Mistrzostwo                                                        | I miejsce                                                 | 0    |          |
| Mistrzostwo                                                        | II miejsce                                                | 0    |          |
| Mistrzostwo                                                        | III miejsce                                               | 0    |          |
| Puchar                                                             | zdobywca                                                  | 0    |          |
| Puchar                                                             | finalista                                                 | 0    |          |
| II liga                                                            | I miejsce                                                 | 0    |          |
| II liga                                                            | II miejsce                                                | 0    |          |
| II liga                                                            | III miejsce                                               | 0    |          |
| Polska                                                             | Zdobyte trofea w rozgrywkach Polski (stan na: 31-05-2025) |      |          |

- Klasa A Mistrzostw Lwowskiego ZOPN: (D3)
  - 3.miejsce (1x): 1937/38

## Poszczególne sezony

### Rozgrywki międzynarodowe

#### Europejskie puchary
Klub nie uczestniczył w rozgrywkach europejskich.

### Rozgrywki krajowe
| \| Polska \| Bilans występów klubu w rozgrywkach piłkarskich Polski (Stan na 31 maja 2025 r.) \| \| |                                                                                  |        |       |   |   |   |    |    |     |                      |        |        |      |
| Poziom                                                                                              | Rozgrywki                                                                        | Sezony | Mecze | Z | R | P | B+ | B– | Pkt | Lata                 | Awanse | Spadki | Naj. |
| I                                                                                                   | Liga                                                                             | 0      |       |   |   |   |    |    |     |                      |        |        |      |
| II                                                                                                  | Klasa A / Liga Okręgowa                                                          | 0      |       |   |   |   |    |    |     |                      |        |        |      |
| III                                                                                                 | Klasa B / Klasa A                                                                | 4      |       |   |   |   |    |    |     | 1933–1934, 1937–1939 | 0      | 1      | 3    |
| IV                                                                                                  | III liga / Klasa C / Klasa B                                                     | 7      |       |   |   |   |    |    |     | 1929–1932, 1935–1937 | 1      | 0      | 1    |
| | Puchar Polski                                                                    | 0      |       |   |   |   |    |    |     |                      |        |        |      |
| Polska                                                                                              | Bilans występów klubu w rozgrywkach piłkarskich Polski (Stan na 31 maja 2025 r.) |        |       |   |   |   |    |    |     |                      |        |        |      |

## Struktura klubu

### Stadion
Drużyna rozgrywała swoje mecze domowe w Przemyślu na stadionie Polonii.

## Kibice i rywalizacja z innymi klubami

### Derby
Uwaga: w nawiasach lata istnienia klubu.
- Polonia Przemyśl (1909–obecnie),
- Sianowa Czajka Przemyśl (1909–1939),
- Jutrzenka Przemyśl (1910–1935),
- Czuwaj Przemyśl (1918–obecnie),
- Hagibor Przemyśl (1921–1939),
- Labor Przemyśl (1921–1935),
- Berkut Przemyśl (1922-1934),
- Strzelec Przemyśl (1922–1923, 1928–1929),
- Ruch Przemyśl (1924–1937),
- Świt Przemyśl (1925–1929),
- KS 28 Przemyśl (1929–1938),
- Sian Przemyśl (1929–1939),
- AKS Przemyśl (1932–1936),
- Orzeł Przemyśl (1932–1937),
- Polna Przemyśl (1935–1991),
- Carissima Przemyśl (1936–1939),
- Przemyślanka Przemyśl (1936–1939),
- Pancerni Żurawica (1936–1939).